# Kinatay - Massacro
Kinatay - Massacro (Kinatay, noto anche con i titoli internazionali di Butchered o The Execution of P) è un film del 2009 che valse nello stesso anno a Brillante Mendoza la Palma d'oro come miglior regista.
Questo film, oltre a mostarci la grande vena artistica di Mendoza, spiega la vita nelle Filippine, dura e piena di sacrifici. Mendoza cerca di far riemergere il suo passato con questo film, mostrandone pregi e difetti, con una grande attenzione ai minimi dettagli.

## Trama
Peping è un poliziotto che, avendo bisogno di soldi, entra a far parte di una banda criminale. La banda massacrerà a morte una prostituta in ritardo con i pagamenti.
Peping assiste alla scena senza avere il coraggio di intervenire.